# Andamuranal, Bagalkot
Andamuranal là một làng thuộc tehsil Bagalkot, huyện Bagalkot, bang Karnataka, Ấn Độ.